# Robert de Pinkeney

Stemma della famiglia de Pinkeney.

Robert de Pinkeney o de Pynkeny (... – agosto 1296) è stato un nobile inglese, pretendente al trono di Scozia durante la Grande causa.

## Biografia
Era figlio primogenito di Henry de Pinkeney (1227-1275), un signorotto inglese con proprietà sparse in Inghilterra (Weedon) e Scozia (Ballencrieff e Luffness). Quando suo padre morì nel 1275 circa non riuscì ad entrare subito in possesso dell'eredità, e dovette intervenire re Edoardo I d'Inghilterra in persona con una donazione del 4 febbraio 1277.
Sua nonna Alice Lindsay era nipote di Davide di Scozia, conte di Huntingdon, fratello minore dei re Malcolm IV e Guglielmo I di Scozia, e per questo poteva vantare una pretesa sul trono scozzese (anche se debole, essendo la sua una discendenza illegittima). Partecipò quindi alla Grande causa, e fu il quinto a presentare a re Edoardo I la propria candidatura. Non venne eletto re di Scozia, e tornò quindi in Inghilterra.
Morì nell'estate 1296, come testimoniato da un decreto di Edoardo I del 2 settembre dello stesso anno che cita Henry de Pinkeney, fratello minore di Robert e nuovo barone in quanto il maggiore non era sposato e non aveva avuto figli.

## Ascendenza
|                    |   |                   | Genitori                              |  |  | Nonni |  |  | Bisnonni           |  |  | Trisnonni         |  |
|                    |   |                   |                                       |  |  |       |  |  | Robert de Pinkeney |  |  | Henry de Pinkeney |  |
|                    |   |                   |                                       |  |  |       |  |  | Robert de Pinkeney |  |  | Henry de Pinkeney |  |
|                    |   | Letitia de Lucy   |                                       |  |  |       |  |  | Robert de Pinkeney |  |  |                   |  |
| Henry de Pinkeney  |   |                   |                                       |  |  |       |  |  | Robert de Pinkeney |  |  |                   |  |
|                    |   | Angeline          | …                                     |  |  |       |  |  |                    |  |  |                   |  |
|                    |   | Angeline          | …                                     |  |  |       |  |  |                    |  |  |                   |  |
|                    |   | Angeline          | …                                     |  |  |       |  |  |                    |  |  |                   |  |
| Henry de Pinkeney  |   | Angeline          |                                       |  |  |       |  |  |                    |  |  |                   |  |
|                    |   | David Lindsay     | William Lindsay                       |  |  |       |  |  |                    |  |  |                   |  |
|                    |   | David Lindsay     | William Lindsay                       |  |  |       |  |  |                    |  |  |                   |  |
|                    |   | David Lindsay     | Eleanor Limesay                       |  |  |       |  |  |                    |  |  |                   |  |
| Alice Lindsay      |   | David Lindsay     |                                       |  |  |       |  |  |                    |  |  |                   |  |
|                    |   | Marjory di Scozia | Davide di Scozia, conte di Huntingdon |  |  |       |  |  |                    |  |  |                   |  |
|                    |   | Marjory di Scozia | Davide di Scozia, conte di Huntingdon |  |  |       |  |  |                    |  |  |                   |  |
|                    |   | Marjory di Scozia | amante                                |  |  |       |  |  |                    |  |  |                   |  |
| Robert de Pinkeney |   | Marjory di Scozia |                                       |  |  |       |  |  |                    |  |  |                   |  |
|                    | … | …                 |                                       |  |  |       |  |  |                    |  |  |                   |  |
|                    | … | …                 |                                       |  |  |       |  |  |                    |  |  |                   |  |
|                    | … | …                 |                                       |  |  |       |  |  |                    |  |  |                   |  |
| …                  | … |                   |                                       |  |  |       |  |  |                    |  |  |                   |  |
|                    |   | …                 | …                                     |  |  |       |  |  |                    |  |  |                   |  |
|                    |   | …                 | …                                     |  |  |       |  |  |                    |  |  |                   |  |
|                    |   | …                 | …                                     |  |  |       |  |  |                    |  |  |                   |  |
| Mary               |   | …                 |                                       |  |  |       |  |  |                    |  |  |                   |  |
|                    |   | …                 | …                                     |  |  |       |  |  |                    |  |  |                   |  |
|                    |   | …                 | …                                     |  |  |       |  |  |                    |  |  |                   |  |
|                    |   | …                 | …                                     |  |  |       |  |  |                    |  |  |                   |  |
| …                  |   | …                 |                                       |  |  |       |  |  |                    |  |  |                   |  |
|                    |   | …                 | …                                     |  |  |       |  |  |                    |  |  |                   |  |
|                    |   | …                 | …                                     |  |  |       |  |  |                    |  |  |                   |  |
|                    |   | …                 | …                                     |  |  |       |  |  |                    |  |  |                   |  |
|                    |   | …                 |                                       |  |  |       |  |  |                    |  |  |                   |  |